# 五十嵐浜藻
五十嵐 浜藻（いがらし はまも、安永元年（1772年） - 弘化5年2月14日（1848年3月18日））は、江戸時代後期の女流俳人。本名・五十嵐茂代。波間藻とも。
俳人の父・梅夫の長女として武蔵国多摩郡大谷村（現東京都町田市南大谷）に生まれる。幼児の頃から俳諧を祖父・祇室に学び、文化3年（1806年）から8年にわたり、父とともに西国から北国一帯を俳諧行脚。文化7年（1810年）頃刊行された『八重山吹』（志宇序）天地二冊は、女性のみの俳諧連句集でである。小林一茶、井上士朗、夏目成美らと交流を持った。絵も良くし、踊りも良くした。

## 経歴・人物
幼いころから、俳人の祖父・祇室や父の梅夫の影響を受けて俳諧に親しむ。
父・梅夫編による寛政9年（1797年）刊行の『いがらし句合』に入集句があるところから、江戸俳壇登場は寛政中頃とみられる。寛政11年（1799年）刊行された『くらまもっこ』には「秋風や手習いの墨とくかわく」の入集句がみられる。
享和元年（1801年）春、当時を代表する名古屋の俳人・井上士朗が江戸に下向した際に巻いた歌仙には、士朗、鈴木道彦、一茶らと一座を巻き（『鶴芝続編』李台編）、また夏目成美邸で行われた歌仙にも一茶とともに名を連ねている。江戸蔵前の成美邸で催された芝居では、成美の脚本に対し浜藻が演出方を担当するなど、多彩な才能の持ち主であったようである。
文化3年（1806年）正月、父とともに江戸を発ち、名古屋、四国、九州、中国、小豆島、京阪神一帯、伊勢、美濃、丹波、越後、信州の俳人たちと歌仙交流し、文化11年（1814年）に江戸へ戻った。この間に交流した俳人は450名以上に及び、現在分かっている歌仙だけでも130巻に達している。6年間に歩いた距離は、直線にして4,000キロを越える。旅の途中では儒学者・菅茶山から贈詩を受け、岡山で出会った儒者・武元北林からも詩を贈られている。その詩は何れも浜藻に強い印象に受けた様子が記されており、魅力的な女性であったことがうかがえる。文化7年（1810年）頃、それまで交流した女流俳人19人との歌仙集『八重山吹』を京都の版元勝田善助から刊行。その頃来日していたオランダのシーボルトが『八重山吹』を求め持ち帰っていたことが近年分かっている。
旅の最終年、文化9年（1812年）の足跡については不確かであるが、同年春、京都を発って北国行脚へ向かったことは、五十嵐家に残されていた「北国行脚の紹介状」の存在とその途上で詠まれた歌仙記録（京都舞鶴市郷土資料館蔵の記録）から判明しているが、北国行脚の全容はほとんど分かっていない。
『八重山吹』の序者・奥村志宇から浜藻に宛てた手紙には、浜藻に一子誕生の記述が見られるが、過去帳による検証でも詳らかではない。また、文化12年（1815年）3月刊行された俳諧番付『四海兄弟合』には浜藻の名が「行司」役と高位の扱いとなっている。帰郷直後、一茶とともに下総の鶴老が「浜藻」と題して詠んだ「鶯や田舎巡りのおちゃっぴい」の一句、さらに後一茶が詠んだ「門口やまず愛嬌のこぼれ梅」と、いずれも浜藻の印象について詠まれた句が残されている。
文化10年（1913年）刊行の『万家人名録』には、絵姿と讃句入りで掲載された。
町田市の南大谷天神社に掲げられている俳額「野斑」は、全国の俳人百人から寄せられた梅の句だけで編集されているが、これは文政3年（1820年）没した父・梅夫の周年忌に浜藻が奉納した俳額である。
嘉永元年（1848年）2月14日歿。享年77歳。墓所は町田市内。墓碑には法号「瓊厳浜藻大姉」と、側面に「やまざくら見ぬ人のためをしみける」の一句が刻まれている。

## 作品—発句
- 市の雛花の恋しき御顔かな
- ふくらかに桔梗のような子が欲しや
- 人の子もわが子もおれよ梅の花
- ほととぎす近江の国が啼きよいか
- 山ざくら見ぬ人のためをしみける
- 見るほどのすみれ摘みたくなりにけり